# Сенька Мосг/хаз
«Сенька Мосг/хаз» — четвёртый студийный альбом музыкального коллектива «Н. О. М.» (Неформальное Объединение Молодежи), записанный в 1994 году на студии INDIE (Санкт-Петербург).

## Список композиций
1. Введение
2. Правда
3. УКМ-2
4. 7 %
5. Дедушкин табак (Рок-акция)
6. Сенька-Мосг/хаз
7. Вечный огонь
8. Мушища
9. Цыган и микросхемы

Бонус-треки 
Присутствуют на переиздании альбома (Caravan Records, 2002)
1. Любовь инженера (первая версия)
2. Укрблюз (первая версия)

## В записи приняли участие
- А. Кагадеев — бас, вокал (6)
- С. Кагадеев — вокал
- В. Постниченко — барабаны
- А. Рахов — гитара, саксофон (2, 5), вокал (5)
- Ю. Салтыков — голос (1), перкуссия (2, 5, 8)
- Д. Тихонов — синтезатор, вокал

В записи также принимали участие:
- С. Бутузов — гитара (2)
- Н. Гусев — синтезатор, вокал (5)
- Е. Жданов — флейта (9), вокал (5)
- Е. Юданова — вокал (2,5,9)

## Издания
- 1994 — General Records (CD, компакт-кассета).
- 2002 — Caravan Records (СD[к 1], компакт-кассета).
- 2010 — Soyuz Music (CD, диджипак)